# 斯凱海 (加利福尼亞州)
斯凱海（英語：Skyhigh）是位於美國加利福尼亞州卡拉韋拉斯縣的一個非建制地區。該地的面積和人口皆未知。

## 地理
斯凱海的座標為38°25′36″N 120°05′59″W / 38.42667°N 120.09972°W，而該地的平均海拔高度為2146米（即7041英尺）。